# Partecipanti alla Parigi-Roubaix 2025
Elenco dei partecipanti alla Parigi-Roubaix 2025.
La Parigi-Roubaix 2025 è stata la centoventiduesima edizione della corsa. Alla competizione presero parte 25 squadre: 18 con licenza UCI World Tour 2025 e 7 UCI ProTeam.
Ciascuna delle squadre è composta da sette ciclisti per un totale di 175 accreditati alla partenza.

## Corridori per squadra
Nota: R ritirato, NP non partito, FT fuori tempo, SQ squalificato
| Alpecin-Deceuninck      | Alpecin-Deceuninck      | Alpecin-Deceuninck      | Lidl-Trek                       | Lidl-Trek                       | Lidl-Trek                       | UAE Team Emirates XRG  | UAE Team Emirates XRG     | UAE Team Emirates XRG  |
| ----------------------- | ----------------------- | ----------------------- | ------------------------------- | ------------------------------- | ------------------------------- | ---------------------- | ------------------------- | ---------------------- |
| N°                      | Ciclista                | Clas.                   | N°                              | Ciclista                        | Clas.                           | N°                     | Ciclista                  | Clas.                  |
| 1                       | Mathieu van der Poel    | 1ª                      | 11                              | Mads Pedersen                   | 3ª                              | 21                     | Tadej Pogačar             | 2ª                     |
| 2                       | Silvan Dillier          | R                       | 12                              | Tim Declercq                    | R                               | 22                     | Mikkel Bjerg              | 50ª                    |
| 3                       | Jasper Philipsen        | 11ª                     | 13                              | Daan Hoole                      | 17ª                             | 23                     | Juan Sebastián Molano     | R                      |
| 4                       | Edward Planckaert       | 34ª                     | 14                              | Jonathan Milan                  | 101ª                            | 24                     | Nils Politt               | R                      |
| 5                       | Jonas Rickaert          | 66ª                     | 15                              | Jasper Stuyven                  | 95ª                             | 25                     | António Morgado           | 24ª                    |
| 6                       | Oscar Riesebeek         | R                       | 16                              | Edward Theuns                   | R                               | 26                     | Florian Vermeersch        | 5ª                     |
| 7                       | Gianni Vermeersch       | R                       | 17                              | Mathias Vacek                   | 116ª                            | 27                     | Tim Wellens               | R                      |
| Team Visma-Lease a Bike | Team Visma-Lease a Bike | Team Visma-Lease a Bike | Ineos Grenadiers                | Ineos Grenadiers                | Ineos Grenadiers                | Groupama-FDJ           | Groupama-FDJ              | Groupama-FDJ           |
| N°                      | Ciclista                | Clas.                   | N°                              | Ciclista                        | Clas.                           | N°                     | Ciclista                  | Clas.                  |
| 31                      | Dylan van Baarle        | 35ª                     | 41                              | Filippo Ganna                   | 13ª                             | 51                     | Stefan Küng               | 43ª                    |
| 32                      | Edoardo Affini          | R                       | 42                              | Kim Heiduk                      | 79ª                             | 52                     | Lewis Askey               | R                      |
| 33                      | Niklas Behrens          | FT                      | 43                              | Connor Swift                    | R                               | 53                     | Cyril Barthe              | 98ª                    |
| 34                      | Matthew Brennan         | 44ª                     | 44                              | Ben Swift                       | 81ª                             | 54                     | Sven Erik Bystrøm         | 75ª                    |
| 35                      | Per Strand Hagenes      | R                       | 45                              | Joshua Tarling                  | 52ª                             | 55                     | Johan Jacobs              | 21ª                    |
| 36                      | Wout Van Aert           | 4ª                      | 46                              | Ben Turner                      | 92ª                             | 56                     | Eddy Le Huitouze          | 100ª                   |
| 37                      | Julien Vermote          | 69ª                     | 47                              | Samuel Watson                   | 78ª                             | 57                     | Clément Russo             | 62ª                    |
| Red Bull-Bora-Hansgrohe | Red Bull-Bora-Hansgrohe | Red Bull-Bora-Hansgrohe | Decathlon AG2R La Mondiale Team | Decathlon AG2R La Mondiale Team | Decathlon AG2R La Mondiale Team | Uno-X Mobility         | Uno-X Mobility            | Uno-X Mobility         |
| N°                      | Ciclista                | Clas.                   | N°                              | Ciclista                        | Clas.                           | N°                     | Ciclista                  | Clas.                  |
| 61                      | Jordi Meeus             | 53ª                     | 71                              | Stefan Bissegger                | 7ª                              | 81                     | Alexander Kristoff        | R                      |
| 62                      | Oier Lazkano            | 117ª                    | 72                              | Oscar Chamberlain               | 82ª                             | 82                     | Jonas Abrahamsen          | R                      |
| 63                      | Ryan Mullen             | R                       | 73                              | Dries De Bondt                  | 22ª                             | 83                     | Markus Hoelgaard          | 8ª                     |
| 64                      | Laurence Pithie         | R                       | 74                              | Sander De Pestel                | R                               | 85                     | William Blume Levy        | 91ª                    |
| 65                      | Tim van Dijke           | 30ª                     | 75                              | Pierre Gautherat                | 83ª                             | 86                     | Erik Resell               | 26ª                    |
| 66                      | Mick van Dijke          | 18ª                     | 76                              | Oliver Naesen                   | 94ª                             | 87                     | Rasmus Tiller             | 93ª                    |
| 67                      | Danny van Poppel        | R                       | 77                              | Rasmus Pedersen                 | 31ª                             | 88                     | Søren Wærenskjold         | 42ª                    |
| Soudal Quick-Step       | Soudal Quick-Step       | Soudal Quick-Step       | XDS Astana Team                 | XDS Astana Team                 | XDS Astana Team                 | Tudor Pro Cycling Team | Tudor Pro Cycling Team    | Tudor Pro Cycling Team |
| N°                      | Ciclista                | Clas.                   | N°                              | Ciclista                        | Clas.                           | N°                     | Ciclista                  | Clas.                  |
| 91                      | Tim Merlier             | 36ª                     | 101                             | Davide Ballerini                | R                               | 111                    | Marco Haller              | 12ª                    |
| 92                      | Ayco Bastiaens          | R                       | 102                             | Cees Bol                        | 29ª                             | 112                    | Miká Heming               | FT                     |
| 93                      | Yves Lampaert           | 28ª                     | 103                             | Evgenij Fëdorov                 | 67ª                             | 113                    | Petr Kelemen              | 58ª                    |
| 94                      | Luke Lamperti           | R                       | 104                             | Michele Gazzoli                 | R                               | 114                    | Arthur Kluckers           | 74ª                    |
| 95                      | Andrea Raccagni         | 115ª                    | 105                             | Alessandro Romele               | 72ª                             | 115                    | Fabian Lienhard           | 60ª                    |
| 96                      | Bert Van Lerberghe      | R                       | 106                             | Mike Teunissen                  | 16ª                             | 116                    | Marius Mayrhofer          | 19ª                    |
| 97                      | Jordi Warlop            | R                       | 107                             | Davide Toneatti                 | R                               | 117                    | Aivaras Mikutis           | 104ª                   |
| Cofidis                 | Cofidis                 | Cofidis                 | Bahrain Victorious              | Bahrain Victorious              | Bahrain Victorious              | Intermarché-Wanty      | Intermarché-Wanty         | Intermarché-Wanty      |
| N°                      | Ciclista                | Clas.                   | N°                              | Ciclista                        | Clas.                           | N°                     | Ciclista                  | Clas.                  |
| 121                     | Aimé De Gendt           | R                       | 131                             | Matej Mohorič                   | R                               | 141                    | Biniam Girmay             | 15ª                    |
| 122                     | Stanisław Aniołkowski   | 45ª                     | 132                             | Phil Bauhaus                    | 23ª                             | 142                    | Adrien Petit              | 96ª                    |
| 123                     | Clément Izquierdo       | R                       | 133                             | Kamil Gradek                    | R                               | 143                    | Laurenz Rex               | 10ª                    |
| 124                     | Oliver Knight           | R                       | 134                             | Andrea Pasqualon                | 71ª                             | 144                    | Jonas Rutsch              | 6ª                     |
| 125                     | Alexis Renard           | R                       | 135                             | Daniel Skerl                    | 114ª                            | 145                    | Taco van der Hoorn        | 20ª                    |
| 126                     | Ludovic Robeet          | 89ª                     | 136                             | Vlad Van Mechelen               | 49ª                             | 146                    | Gijs Van Hoecke           | 68ª                    |
| 127                     | Damien Touzé            | 41ª                     | 137                             | Fred Wright                     | 9ª                              | 147                    | Roel van Sintmaartensdijk | 85ª                    |
| Arkéa-B&B Hotels        | Arkéa-B&B Hotels        | Arkéa-B&B Hotels        | EF Education-EasyPost           | EF Education-EasyPost           | EF Education-EasyPost           | TotalEnergies          | TotalEnergies             | TotalEnergies          |
| N°                      | Ciclista                | Clas.                   | N°                              | Ciclista                        | Clas.                           | N°                     | Ciclista                  | Clas.                  |
| 151                     | Arnaud Démare           | R                       | 161                             | Kasper Asgreen                  | 61ª                             | 171                    | Anthony Turgis            | 39ª                    |
| 152                     | Jenthe Biermans         | 38ª                     | 162                             | Vincenzo Albanese               | 110ª                            | 172                    | Rayan Boulahoite          | FT                     |
| 153                     | Giosuè Epis             | 102ª                    | 163                             | Owain Doull                     | 64ª                             | 173                    | Alexys Brunel             | 109ª                   |
| 154                     | Léandre Lozouet         | R                       | 164                             | Madis Mihkels                   | 14ª                             | 174                    | Florian Dauphin           | 25ª                    |
| 155                     | Luca Mozzato            | FT                      | 165                             | Jack Rootkin-Gray               | 107ª                            | 175                    | Sandy Dujardin            | 70ª                    |
| 156                     | Miles Scotson           | 112ª                    | 166                             | Colby Simmons                   | 108ª                            | 176                    | Samuel Leroux             | R                      |
| 157                     | Pierre Thierry          | 113ª                    | 167                             | Max Walker                      | 73ª                             | 177                    | Geoffrey Soupe            | R                      |
| Israel-Premier Tech     | Israel-Premier Tech     | Israel-Premier Tech     | Team Jayco AlUla                | Team Jayco AlUla                | Team Jayco AlUla                | Lotto                  | Lotto                     | Lotto                  |
| N°                      | Ciclista                | Clas.                   | N°                              | Ciclista                        | Clas.                           | N°                     | Ciclista                  | Clas.                  |
| 181                     | Hugo Hofstetter         | 47ª                     | 191                             | Max Walscheid                   | 59ª                             | 201                    | Alec Segaert              | 87ª                    |
| 182                     | Guillaume Boivin        | 48ª                     | 192                             | Robert Donaldson                | 103ª                            | 202                    | Cedric Beullens           | 51ª                    |
| 183                     | Oded Kogut              | 105ª                    | 193                             | Patrick Gamper                  | R                               | 203                    | Jasper De Buyst           | 63ª                    |
| 184                     | Riley Pickrell          | R                       | 194                             | Jelte Krijnsen                  | R                               | 204                    | Joshua Giddings           | 54ª                    |
| 185                     | Michael Schwarzmann     | 90ª                     | 195                             | Luka Mezgec                     | R                               | 205                    | Sébastien Grignard        | 40ª                    |
| 186                     | Riley Sheehan           | 65ª                     | 196                             | Elmar Reinders                  | R                               | 206                    | Brent Van Moer            | 84ª                    |
| 187                     | Tom Van Asbroeck        | 57ª                     | 197                             | Jasha Sütterlin                 | R                               | 207                    | Baptiste Veistroffer      | 111ª                   |
| Movistar Team           | Movistar Team           | Movistar Team           | Team Picnic PostNL              | Team Picnic PostNL              | Team Picnic PostNL              | Q36.5 Pro Cycling Team | Q36.5 Pro Cycling Team    | Q36.5 Pro Cycling Team |
| N°                      | Ciclista                | Clas.                   | N°                              | Ciclista                        | Clas.                           | N°                     | Ciclista                  | Clas.                  |
| 211                     | Iván García Cortina     | R                       | 221                             | Pavel Bittner                   | 56ª                             | 231                    | Giacomo Nizzolo           | 37ª                    |
| 212                     | Davide Cimolai          | R                       | 222                             | Patrick Eddy                    | R                               | 232                    | Marcel Camprubí           | 88ª                    |
| 213                     | Manlio Moro             | R                       | 223                             | Sean Flynn                      | 106ª                            | 233                    | Frederik Frison           | 32ª                    |
| 214                     | Mathias Norsgaard       | R                       | 224                             | Enzo Leijnse                    | R                               | 234                    | Matteo Moschetti          | 80ª                    |
| 215                     | Diego Pescador          | R                       | 225                             | Niklas Märkl                    | R                               | 235                    | Joseph Pidcock            | FT                     |
| 216                     | Gonzalo Serrano         | R                       | 226                             | Timo Roosen                     | 99ª                             | 236                    | Jannik Steimle            | R                      |
| 217                     | Albert Torres           | R                       | 227                             | Julius van den Berg             | R                               | 237                    | Rory Townsend             | 76ª                    |
| Unibet Tietema Rockets  |                         |                         |                                 |                                 |                                 |                        |                           |                        |
| N°                      | Ciclista                | Clas.                   |                                 |                                 |                                 |                        |                           |                        |
| 241                     | Lukáš Kubiš             | 46ª                     |                                 |                                 |                                 |                        |                           |                        |
| 242                     | Joren Bloem             | 97ª                     |                                 |                                 |                                 |                        |                           |                        |
| 243                     | Hartthijs de Vries      | 86ª                     |                                 |                                 |                                 |                        |                           |                        |
| 244                     | Axel Huens              | 27ª                     |                                 |                                 |                                 |                        |                           |                        |
| 245                     | Tomáš Kopecký           | 33ª                     |                                 |                                 |                                 |                        |                           |                        |
| 246                     | Andreas Stokbro         | 55ª                     |                                 |                                 |                                 |                        |                           |                        |
| 247                     | Abram Stockman          | 77ª                     |                                 |                                 |                                 |                        |                           |                        |